# Sugrames capensis
Sugrames capensis är en skalbaggsart som beskrevs av S. Endrödi 1983. Sugrames capensis ingår i släktet Sugrames och familjen Aphodiidae. Inga underarter finns listade i Catalogue of Life.